# Phoenixská světla
Phoenixská světla (Phoenix Lights) je v médiích používané označení pro případ pozorování UFO, k němuž došlo 13. března 1997 večer v americkém městě Phoenix a na dalších místech Nevady, Arizony a mexického státu Sonora. Atmosférické jevy pozorovaly tisíce lidí, byly také pořízeny fotografické a filmové záznamy.
První hlášení přišlo v 18:55 místního času z Hendersonu, kde jeden místní občan spatřil na obloze temný objekt ve tvaru písmene V, s pěti jasnými světly. Jeho velikost přirovnal k letadlu Boeing 747. Objekt se pomalu pohyboval k jihovýchodu a vydával tichý svištivý zvuk. Postupně přicházela další svědectví z měst Paulden, Prescott a Dewey-Humboldt. Pozorovatelé popisovali tmavé těleso, které zastínilo hvězdy, a světla v jeho spodní části, která údajně připomínala spíše hořící plyn než reflektory. Od půl deváté do půl jedenácté byl nad Phoenixem pozorován další jev, jehož souvislost s předchozím není jasná: nad západním obzorem visela řada jasných světel, která se postupně zanořila za vrcholky pohoří Sierra Estrella.
Oficiální místa přišla s vysvětlením, že šlo o řadu signálních světlic, které vypálila při cvičení vojenská letadla Fairchild A-10 Thunderbolt II. Arizonský guvernér Fife Symington uspořádal tiskovou konferenci, na které oznámil, že nedošlo k ničemu, co by se nedalo racionálně vysvětlit. Pro odlehčení pak přivedl postavu v kostýmu mimozemšťana, z níž se po odmaskování vyklubal zaměstnanec guvernérova úřadu. V roce 2007 však Symington poskytl novinám rozhovor, v němž prohlásil, že chtěl hlavně zabránit panice, ale ve skutečnosti vůbec neví, co se vlastně oné noci stalo.
K dalším pozorování světel na obloze ve Phoenixu a okolí došlo v únoru 2007 a dubnu 2008. V tomto případě však bylo prokázáno, že jejich původ souvisel s činností Lukeovy letecké základny.
V roce 2007 byl natočen film Night Skies, volně inspirovaný událostí ve Phoenixu.